# 森田一哉
森田 一哉（もりた かずや、1926年〈大正15年〉9月9日 - 2007年〈平成19年〉5月19日）は、神奈川県横浜市出身の宗教家。

## 経歴
1926年、創価学会理事（財務部長）の森田悌二とカヤの長男として生まれる。
1942年、創価教育学会（後の創価学会）に入会する。少年の頃、創価教育学会会長・牧口常三郎（創価学会初代会長）の謦咳に接している。戦後、1951年、中央大学卒業。在学中から創価学会の活動を行う。創価学会第2代会長の戸田城聖の時代から、池田大作（後の同会第3代会長、現・名誉会長）と共に草創期に尽力する。
2007年5月19日、慢性腎不全のため死去。享年80。葬儀は本人の意向により、家族葬で行われた。

## 親族
- 父 - 森田悌二（元横浜市会議員）